# Ecocho
Ecocho è stato un motore di ricerca fondato da Tim Macdonald e reso disponibile il 15 aprile 2008, che dichiarava di donare il 70% degli introiti pubblicitari per l'acquisto di carbon offset relativi alla piantumazione di alberi, tramite il sistema di compravendita del New South Wales (NSW) Greenhouse Gas Reduction Scheme (GGAS), con lo scopo di compensare le emissioni di gas serra delle industrie; ogni mille ricerche, Ecocho affermava di essere in grado di compensare una tonnellata di anidride carbonica e sul sito era presente un contatore di alberi piantati e di chilogrammi di CO2 sequestrati dall'atmosfera.

## Storia
Al lancio del progetto, Ecocho poteva contare sulla collaborazione di Google e Yahoo! e delle loro tecnologie di ricerca. A partire dal 22 aprile, però, Google decise di non appoggiare più il progetto a causa della presunta violazione della sua policy di AdSense di spingere gli utenti a cliccare su banner pubblicitari. Da allora le ricerche di Ecocho si appoggiarono quindi sulla sola tecnologia di Yahoo!.
La registrazione del nome di dominio "ecocho.it" scadde il 10 marzo 2009; il motore fu nuovamente attivato per un breve periodo di tempo con poche varianti nella grafica dal giugno 2009, fino alla definitiva chiusura avvenuta tra il 2011 e il 2012.